# Eva Gudumac
Eva Gudumac (n. 6 mai 1941, Tătărăuca Veche, raionul Soroca, RSS Moldovenească, URSS) este o specialistă în domeniul chirurghiei pediatrice, care a fost aleasă ca membru corespondent al Academiei de Științe a Moldovei (2000)

## Biografie
A absolvit Școala Medicală din Soroca (1958–1960) și Institutul de Medicină din Chișinău, Facultatea Pediatrie (1960–1966). A urmat cursuri la Institutul de Medicină nr. 2 din Moscova. Din 1987 este profesor universitar.
În 1973, a susținut teza de doctor în medicină „Semnificația clinică a determinării activității unor fermenți la copii cu combustii”. În anul 1986 a susținut teza de doctor abilitat în medicină „Argumentarea patogenetică a tacticii tratamentului chirurgical diferențiat al pneumoniei destructive acute la copii”.
La Institutul de Medicină, a lucrat asistentă la catedra de pediatrie, conferențiar, șefă a catedrei de chirurgie și ortopedie, decan al Facultății de Pediatrie. Din 1992, este membră a Societății de chirurgie pediatrică din România. În afară de lucrări de specialitate scrise, Eva Gudumac mai este și deținătoarea brevetului nr. 526352 pentru „Radiometrul diferențial de diagnostic medical” (1976).
Gudumac este membru corespondent al AȘM, chirurg principal al Ministerului Sănătății. A fost aleasă ca deputat în Parlamentul Republicii Moldova, în Legislatura 2001-2005 pe listele Alianței Braghiș și apoi în Legislatura 2005-2009 pe listele Partidului Comuniștilor.
A fost decorată cu Ordinul Republicii la începutul anilor 1990.